# Nation métisse de l'Alberta
L'association de la Nation métisse de l'Alberta (ANMA) a été formé en 1928 comme l'Association des Métis de l'Alberta. Son principal objectif est d'être un organe politique pour faire pression sur le gouvernement au nom des Métis. Ses principaux membres fondateurs étaient Felice Callihoo, Joseph Dion, James P. Brady, Malcolm Norris, et Peter Tompkins. En ce moment, la AMMA a 6 conseils régionaux. Ils ont des sections qui traitent du chômage, les services pour enfants, les revendications territoriales des accords fonciers et les droits des Métis comme peuples autochtones au Canada.
La Présidente est Audrey Poitras depuis 1996. L'Alberta a déclaré la plus grande population de Métis de toutes les provinces.

## Conseil général des établissements métis
Les Métis de l'Alberta sont les seuls Métis au Canada qui ont une assise territoriale reconnue par la loi et négociée. Il y a huit établissements métis couvrant une superficie de 1 400 000 acres (5 700 km2). La terre a été accordée par lettres patentes en 1990 et est détenue collectivement à travers le Conseil général des établissements métis, la seule assemblée politique régissant les Métis du Nord-Ouest.

## Personnalités membres
- Chelsea Vowel, écrivaine et avocate métisse.

## Lectures
- Barkwell, Lawrence J., Leah Dorion, and Audreen Hourie. Métis legacy Michif culture, heritage, and folkways. Métis legacy series, v. 2. Saskatoon: Gabriel Dumont Institute, 2006.  (ISBN 0-920915-80-9)
- Barkwell, Lawrence J., Leah Dorion and Darren Prefontaine. "Metis Legacy: A Historiography and Annotated Bibliography". Winnipeg: Pemmican Publications Inc. and Saskatoon: Gabriel Dumont Institute, 2001.  (ISBN 1-894717-03-1)
- Bell, Catherine Edith. Alberta's Metis Settlements Legislation An Overview of Ownership and Management of Settlements Lands. Regina, Sask., Canada: Canadian Plains Research Center, University of Regina, 1994.  (ISBN 0-88977-081-6)
- Driben, Paul. We Are Metis The Ethnography of a Halfbreed Community in Northern Alberta. Immigrant communities & ethnic minorities in the United States & Canada, 2. New York: AMS Press, 1985.  (ISBN 0-404-19406-0)
- Gordon, Naomi, and Maria King. Voices of Courage Alberta Métis Veterans Remembered. 2006.  (ISBN 0-9736895-2-8)
- Pocklington, T. C. The Government and Politics of the Alberta Metis Settlements. Regina, Sask., Canada: Canadian Plains Research Center, University of Regina, 1991.  (ISBN 0-88977-060-3)
- Sawchuk, Joe. The Dynamics of Native Politics The Alberta Metis Experience. Purich's Aboriginal issues series. Saskatoon: Purich Pub, 1998.  (ISBN 1-895830-09-5)